# Saint-Geniez
Saint-Geniez é uma comuna francesa na região administrativa da Provença-Alpes-Costa Azul, no departamento dos Alpes da Alta Provença. Estende-se por uma área de 38,94 km². Em 2010 a comuna tinha 103 habitantes (densidade: 2,6 hab./km²).6 hab/km².